# Sindelsbach
Der Sindelsbach ist ein linker und westlicher Zufluss der Loisach bei Sindelsdorf im oberbayerischen Landkreis Weilheim-Schongau.

## Geographie

### Verlauf
Der Sindelsbach entfließt im Osten des Riegseer Weilers Leibersberg einem Teich auf etwa 676 m ü. NHN nördlich des Königsbergwaldes und fließt in östlicher Richtung, schon nach weniger als 300 Metern im Gemeindegebiet von Obersöchering im Landkreis Weilheim-Schongau, an dessen Weiler Habaching er in südlichem Abstand vorbeizieht. Er wechselt aufs Gebiet der Gemeinde Habach über, durchfließt vor dem Dorf selbst einen größeren Teich, nach dessen Durchquerung die Kratzmühle und dann das Kirchdorf Dürnhausen am linken Ufer liegen. Am Übertritt auf Sindelsdorfer Gemeindegebiet fließt von rechts her der Lothdorfer Bach zu, der ihn selbst nach bisheriger Länge etwas und nach bisher angesammeltem Einzugsgebiet merklich übertrifft. Dort weicht er vor dem Ort Sindelsdorf selbst nach Südosten aus und unterquert dabei die A 95. Er wendet sich nach Ostnordosten und fließt durch die Loisach-Kochelsee-Moore; dort ist er die Nordgrenze des Naturschutzgebietes Fichtsee im Sindelsbachfilz. Etwa 2,5 km ostsüdöstlich der Ortsmitte von Sindelsdorf mündet er von links auf 596 m ü. NHN in die Loisach.

### Zuflüsse
Hierarchische Liste der Zuflüsse, jeweils von der Quelle zur Mündung. Auswahl.
- (Abfluss des Koppenbergweihers), von links am Ortsende von Habach
- Lothdorfer Bach, von rechts und insgesamt Südwesten auf etwa 604 m ü. NHN[1] zwischen Dürnhausen und Sindelsdorf, 7,4 km und 15,1 km².[2] Entspringt als Lothdorfer Graben auf etwa 726 m ü. NHN[1] östlich von Riegsee-Lothdorf
  - Ertlgraben, von rechts
  - Achgraben, von links
  - Grenzbach, von rechts wenig vor der Mündung
- → (Abzweig des Mühlkanals nach Sindelsdorf), nach links an der Unterquerung der A 95
- ← (Rücklauf des Mühlkanals nach Sindelsdorf), von links
- (Entwässerungsgraben), von rechts aus dem Mühlecker Filz
- (Entwässerungsgräben), von rechts aus den Sindelsbachfilzen und von links aus den Bucher Laichfilzen